# Sterling K. Brown
Sterling Kelby Brown (San Luis (Misuri); 5 de abril de 1976) es un actor estadounidense de cine, televisión y teatro. En 2018, fue incluido en la prestigiosa lista de la revista Time 100 como una de las 100 personas más influyentes del mundo.
En cine, destaca sus trabajos en las películas de Hotel Artemis (2019), la película de falso documental Honk for Jesus. Save Your Soul. (2022) o la película de comedia American Fiction (2023). Gracias a esta, obtuvo su primera nominación a los Premios Óscar al mejor actor de reparto. En televisión es conocido por interpretar a Christopher Darden en The People v. O. J. Simpson: American Crime Story (2016), papel con el que ganó el premio Primetime Emmypor al mejor actor de reparto en una serie limitada o telefilme. También ha interpretado a Roland Burton en la serie de Lifetime, Army Wives (2007-2013) o a Randall Pearson en la serie de NBC This Is Us (2016-2022). Papel que le otorgó un premio Globo de Oro al mejor actor de serie de televisión - Drama.

## Primeros años y educación
Brown nació en 1976 en San Luis (Misuri), hijo de Sterling Brown Jr. y Aralean Banks Brown, siendo el primero de cinco niños; tiene dos hermanas y dos hermanos. Su padre murió cuando Brown tenía 10 años. Cuando era niño, era conocido por su segundo nombre, Kelby, hasta que a los 16 años comenzó a usar su primer nombre "Sterling" para honrar a su difunto padre. Brown creció en Olivette, Misuri y asistió a St. Louis Country Day School. Brown asistió a la Stanford University, donde se graduó en 1998 con un título en actuación. Inicialmente quería trabajar en negocios, pero se enamoró de la actuación cuando era estudiante universitario. Después asistió a la Tisch School of the Arts de la Universidad de Nueva York donde obtuvo su MFA.

## Carrera
Después de graduarse en la universidad, Brown actuó en una serie de papeles en el teatro regional. También apareció en numerosos programas de televisión como ER, NYPD Blue, JAG, Boston Legal, Alias, Without A Trace, Supernatural, y Third Watch. Fue un regular en la comedia Starved y también ha aparecido en películas, incluyendo Stay con Ewan McGregor, Brown Sugar con Taye Diggs y Trust the Man con David Duchovny y Julianne Moore.
Apareció en la serie televisiva como recurrente Supernatural, donde dio vida al cazador de vampiros Gordon Walker. Brown interpretó al Dr. Roland Burton en Army Wives. También representó al Detective Cal Beecher en Person of Interest. En 2008, interpretó a David Mosley en el episodio de "Patience" de Eli Stone. En el teatro, Brown hizo en 2014 el papel de Hero en Suzan-Lori Parks' Odyssey, obra inspirada en Father Comes Home From the Wars en Public Theater de Nueva York. En el 2016, protagonizó la miniserie de FX The People v. O.J. Simpson: American Crime Story como Christopher Darden, por la que ganó el premio  Primetime Emmy al mejor actor de reparto en una serie limitada o película para televisión.
Desde 2016 a 2022, Brown tuvo un papel protagónico en la serie de televisión This Is Us. En 2018, se convirtió en el primer actor afroamericano en ganar un premio Globo de Oro en la categoría de Mejor Actor en una serie de televisión - Drama, y el primero en ganar un Premio del Sindicato de Actores a la Mejor Actuación de un Actor Masculino en una serie Dramática. También ganó, junto con el resto del elenco, el premio del Screen Actors Guild a la mejor interpretación de un reparto en una serie dramática.  Durante este tiempo tuvo papeles secundarios en varios largometrajes. Brown interpretó a Joseph Spell en el drama histórico Marshall (2017), a N'Jobu en la película Black Panther de Marvel Cinematic Universe y a Ronald Williams en la película independiente de A24 Waves (2019). En junio de 2018, Brown pronunció el discurso de graduación en su alma mater, la Universidad de Stanford.

## Vida personal
En junio de 2007, se casó con la actriz Ryan Michelle Bathe, su novia de la universidad, con quien tiene dos hijos.

## Filmografía

### Cine
| Año  | Título                          | Papel                | Director                 | Notas         |
| ---- | ------------------------------- | -------------------- | ------------------------ | ------------- |
| 2002 | Brown Sugar                     | Compañero de trabajo | Rick Famuyiwa            |               |
| 2005 | Trust the Man                   | Rand                 | Bart Freundlich          |               |
| 2005 | Stay                            | Frederick / Devon    | Marc Forster             |               |
| 2008 | Righteous Kill                  | Rogers               | Jon Avnet                |               |
| 2011 | Our Idiot Brother               | Omar Coleman         | Jesse Peretz             |               |
| 2013 | The Suspect                     | El otro sospechoso   | Stuart Connelly          |               |
| 2015 | Mojave                          | Detective Fletcher   | William Monahan          | No acreditado |
| 2016 | Whiskey Tango Foxtrot           | Sgto. Hurd           | Glenn Ficarra John Requa |               |
| 2016 | Spaceman                        | Rodney Scott         | Brett Rapkin             |               |
| 2017 | Marshall                        | Joseph Spell         | Reginald Hudlin          |               |
| 2018 | El Depredador                   |                      | Shane Black              |               |
| 2018 | Black Panther                   | N'Jobu               | Ryan Coogler             |               |
| 2018 | Hotel Artemis                   | Waikiki              | Drew Pearce              |               |
| 2019 | Frozen 2                        | Teniente Matthias    | Chris Buck Jennifer Lee  | Voz           |
| 2019 | Angry Birds 2: la película      | Garry                | Thurop Van Orman         | Voz           |
| 2019 | Waves                           | Ronald Williams      | Trey Edward Shults       |               |
| 2020 | The Rhythm Section              | Marc Serra           | Reed Morano              |               |
| 2022 | Honk for Jesus. Save Your Soul. | Lee-Curtis Child     | Adamma Ebo               |               |
| 2023 | American Fiction                | Cliff Ellison        | Cord Jefferson           |               |
| 2024 | Atlas                           | Coronel Elias Banks  | Brad Peyton              |               |

### Televisión
| Año             | Título                                            | Rol                   | Notas                                       |
| --------------- | ------------------------------------------------- | --------------------- | ------------------------------------------- |
| 2002–04         | Third Watch                                       | Oficial Edward Dade   | 9 episodios                                 |
| 2003            | Hack                                              | Rasheed Morgan        | Episodio: "Hidden Agenda"                   |
| 2003            | Tarzán                                            | Detective Carey       | 2 episodios                                 |
| 2004            | ER                                                | Bob Harris            | Episodio: "Get Carter"                      |
| 2004            | NYPD Blue                                         | Kelvin George         | Episodio: "Chatty Chatty Bang Bang"         |
| 2004            | JAG                                               | Sgto. Harry Smith     | Episodio: "Coming Home"                     |
| 2005            | Boston Legal                                      | Zeke Borns            | Episodio: "Death Be Not Proud"              |
| 2005            | Starved                                           | Adam Williams         | 7 episodios                                 |
| 2006–07         | Supernatural                                      | Gordon Walker         | 4 episodios                                 |
| 2006            | Alias                                             | Agent Rance           | Episodio: "There's Only One Sidney Bristow" |
| 2006            | Smith                                             | Sr. Corey             | Episodio: "Three"                           |
| 2006            | Without a Trace                                   | Thomas Biggs          | Episodio: "Watch Over Me"                   |
| 2007–13         | Army Wives                                        | Roland Burton         | 107 episodios                               |
| 2007            | Shark                                             | Quenton North         | Episodio: "Teacher's Pet"                   |
| 2007            | Standoff                                          | Russell Marsh         | Episodio: "Lie to Me"                       |
| 2008            | Eli Stone                                         | David Mosley          | Episodio: "Patience"                        |
| 2010            | Medium                                            | Todd Gillis           | Episodio: "The People in Your Neighborhood" |
| 2011            | Detroit 1-8-7                                     | Cameron Jones         | Episodio: "Ice Man/Malibu"                  |
| 2011            | The Good Wife                                     | Andrew Boylan         | Episodio: "Feeding the Rat"                 |
| 2011            | Harry's Law                                       | Sr. Thomas            | Episodio: "American Girl"                   |
| 2012            | Nikita                                            | Nick Anson            | Episodio: "True Believer"                   |
| 2012–13         | Person of Interest                                | Detective Cal Beecher | 6 episodios                                 |
| 2013            | NCIS                                              | Elijah Banner         | Episodio: "Devil's Triad"                   |
| 2014            | The Mentalist                                     | Agente Higgins        | Episodio: "White Lies"                      |
| 2014            | Masters of Sex                                    | Marcus                | Episodio: "Story of My Life"                |
| 2015            | Castle                                            | Ed Redley             | Episodio: "The Wrong Stuff"                 |
| 2015            | Criminal Minds                                    | Fitz                  | Episodio: "Beyond Borders"                  |
| 2016            | The People v. O. J. Simpson: American Crime Story | Christopher Darden    | 10 episodios                                |
| 2016–22         | This Is Us                                        | Randall Pearson       | Papel protagonista                          |
| 2017            | Insecure                                          | Lionel                | Episodio: "Hella Open"                      |
| 2019            | La maravillosa Señora Maisel                      | Reggie                | 4 episodios                                 |
| 2019–20         | One Day at Disney                                 | Narrador              | 52 episodios                                |
| 2020            | Big Mouth                                         | Michael Angelo (voz)  | Papel recurrente                            |
| 2021–22         | Solar Opposites                                   | Halk (voz)            | 10 episodios                                |
| 2023–24         | Invincible                                        | Angstrom Levy (voz)   | 3 episodios                                 |
| 2025 – presente | Paradise                                          | Agente Xavier Collins | Papel protagonista                          |

### Teatro
| Año  | Obra                                                                                  | Papel        |
| ---- | ------------------------------------------------------------------------------------- | ------------ |
| 2002 | Twelfth Night                                                                         | Antonio      |
| 2002 | The Resistible Rise of Arturo Ui                                                      | Goodwill     |
| 2006 | Macbeth                                                                               | Macduff      |
| 2009 | The Brother/Sister Plays Part 1: In The Red and Brown Water                           | Shango       |
| 2009 | The Brother/Sister Plays Part 2: The Brothers Size and Marcus; or the Secret of Sweet | Shua         |
| 2014 | Father Comes Home From the Wars (Parts 1, 2, & 3)                                     | Hero/Ulysses |

## Premios y nominaciones
| Año  | Premiación                                                       | Categoría                                                                           | Candidato(s)                                      | Resultado |
| ---- | ---------------------------------------------------------------- | ----------------------------------------------------------------------------------- | ------------------------------------------------- | --------- |
| 2016 | Critics' Choice Television Awards                                | Mejor actor de reparto en una película / serie limitada                             | The People v. O. J. Simpson: American Crime Story | Ganador   |
| 2016 | Emmy Awards                                                      | Mejor actor de reparto en una serie o película limitada                             | The People v. O. J. Simpson: American Crime Story | Ganador   |
| 2017 | Golden Globe Award                                               | Mejor actor secundario – Serie, miniserie o película de televisión                  | The People v. O. J. Simpson: American Crime Story | Nom       |
| 2017 | Screen Actors Guild Award                                        | Excelente actuación de un actor masculino en una miniserie o película de televisión | The People v. O. J. Simpson: American Crime Story | Nom       |
| 2017 | Screen Actors Guild Award                                        | Excelente actuación de un actor masculino en una serie dramática                    | This Is Us                                        | Nom       |
| 2017 | Emmy Awards                                                      | Mejor actor principal en una serie dramática                                        | This Is Us                                        | Ganador   |
| 2018 | Golden Globe Award                                               | Mejor actor de serie - Drama                                                        | This Is Us                                        | Ganador   |
| 2018 | Emmy Awards                                                      | Mejor actor de serie - Drama                                                        | This Is Us                                        | Nom       |
| 2018 | Critics' Choice Television Awards                                | Mejor actor en serie de drama                                                       | This Is Us                                        | Ganador   |
| 2018 | Screen Actors Guild Award                                        | Mejor actor en una serie de drama                                                   | This Is Us                                        | Ganador   |
| 2018 | Screen Actors Guild Award                                        | Mejor reparto de televisión - Drama                                                 | This Is Us                                        | Ganador   |
| 2019 | Screen Actors Guild Award                                        | Mejor reparto de televisión - Drama                                                 | This Is Us                                        | Ganador   |
| 2019 | Screen Actors Guild Award                                        | Mejor actor en una serie de drama                                                   | This Is Us                                        | Nom       |
| 2019 | Screen Actors Guild Award                                        | Mejor reparto                                                                       | Black Panther                                     | Ganador   |
| 2019 | Emmy Awards                                                      | Mejor actor de serie - Drama                                                        | This Is Us                                        | Nom       |
| 2020 | Emmy Awards                                                      | Mejor actor de serie - Drama                                                        | This Is Us                                        | Nom       |
| 2020 | Emmy Awards                                                      | Mejor actor de reparto - Serie de comedia                                           | La maravillosa Señora Maisel                      | Nom       |
| 2021 | Emmy Awards                                                      | Mejor narrador                                                                      | Lincoln: Divided We Stand                         | Ganador   |
| 2021 | Emmy Awards                                                      | Mejor actor de serie - Drama                                                        | This Is Us                                        | Nom       |
| 2023 | Premios de la Asociación de Críticos de Cine de Washington D. C. | Mejor actor de reparto                                                              | American Fiction                                  | Nom       |
| 2023 | Premios Independent Spirit                                       | Mejor actor de reparto                                                              | American Fiction                                  | Pendiente |
| 2023 | Premios de la Crítica Cinematográfica                            | Mejor actor de reparto                                                              | American Fiction                                  | Nom       |
| 2023 | Premios Óscar                                                    | Mejor actor de reparto                                                              | American Fiction                                  | Nominado  |